# Massif du Takolokouzet
Le massif du Takolokouzet est la partie la plus orientale du massif de l'Aïr, qui se trouve au Niger.
Il ressemble toutefois plus à un grand plateau plutôt qu'à un massif montagneux. Son altitude moyenne est plus ou moins de 1 000 mètres. Son point culminant se trouve à l'ouest de la formation et s'élève à 1 295 mètres d'altitude.
Au sud, au nord et à l'est, le Takolokouzet est entouré par la région désertique du Ténéré.